# Novemberljus
Novemberljus är även namnet på en årlig utställning i Linköping, se Linköping § Vinterljus.
Novemberljus (Plectranthus oertendahlii) är en växtart i familjen kransblommiga växter från ett litet område i östra Sydafrika. Där växter den som undervegetation i torra skogssluttningar. Arten odlas som krukväxt i Sverige.
Novemberljus är en städsegrön, hårig, flerårig ört som bildar små, 20 cm höga tuvor. Stjälkarna är fyrkantiga, krypande och rotslående. Bladen är något suckulenta, rundade till rombiska och grovt tandade. Ovansidan av bladen är mörkt grön med tygliga ådror i silver, undersidan är djupt röd. Blomställningen består av ett upprätt ax. Blommorna är vita till blekt rosa eller blekt lila och hålls högt över bladverket.
Arten blommar under höst och vinter, som krukväxt blommar novemberljus vanligen i oktober-november. Med det krypande växtsättet passar novemberljus som ampelväxt eller i lite högre krukor.

## Etymologi
Det svenska namnet syftar till blomningstiden. Dess vetenskapliga artnamn oertendahlii har den fått efter akademiörtagårdsmästaren vid Uppsala universitet åren 1904-1934, Ivan Örtendahl. Den kallas även för "elisabetblomma" eller "örtendahlia".

## Historia
Novemberljus beskrevs vetenskapligt av Fries 1924 utifrån plantor odlade i Uppsala Botaniska trädgård. Ingen kände då till växtens ursprung eller hur den kommit till Sverige. Först tolv år senare upptäcktes arten i Oribi Gorge, Sydafrika, av Lillian Britten.

## Sorter
I odling förekommer en del sorter som 'Emerald Lace', 'Lime Light', 'Royal Beauty' och 'Silver Stars'  som selekterats fram för sina extra vackra bladverk.

### Webbkällor
- Sveriges lantbruksuniversitet 2012–. Plectranthus oertendahlii från Svensk Kulturväxtdatabas (SKUD). Läst: 26 januari 2012
- Walt, L.v.d. 2008. Plectranthus oertendahlii i PlantZAfrica.com. South African National Biodiversity Institute, Sydafrika.